# Marojala
Marojala é um gênero de traça pertencente à família Arctiidae.